# Chelodina walloyarrina
Espèce
Synonymes
- Macrochelodina walloyarrina McCord & Joseph-Ouni, 2007

Chelodina walloyarrina est une espèce de tortue de la famille des Chelidae.

## Répartition
Cette espèce est endémique d'Australie-Occidentale.

## Taxinomie
Cette espèce est considérée comme un synonyme de Chelodina burrungandjii Thomson, Kennett & Georges, 2000 par Georges & Thomson, 2010.

## Publications originales
- (en) McCord et Joseph-Ouni, « A new genus of Australian longneck turtle (Testudines: Chelidae) and a new species of Macrochelodina from the Kimberley region of Western Australia (Australia) », Reptilia, vol. 31,‎ 2007, p. 56–64 (lire en ligne)
- (en) Arthur Georges et Scott Thomson, « Diversity of Australasian freshwater turtles, with an annotated synonymy and keys to species », Zootaxa, no 2496,‎ 2010, p. 1–37 (lire en ligne).